# تيشك-تاش 1
تيشك-تاش 1 هو هيكل عظمي لإنسان نياندرتال تم اكتشافه في عام 1938 في كهف تيشك-تاش، في سلسلة جبال باجسونتاو في أوزباكستان، آسيا الوسطى.
البقايا اُكتشفت في عام 1938 من قِبَل اليكسي بافلوفيتش أوكلادنيكوف. وجدت البقايا في حفرة ضحلة، ذُكرت بأنها على علاقة بخمسة أزواج من نوى قرن الوعل السيبيري. من خلال تحليل الأسنان تم إستنتاج أن الجمجمة تعود إلى طفل عمره بين 8 إلى 11 سنة.
نوى القرون تم العثور عليها في محيط القبر محيطًة ببقايا الجمجمة. هذا قاد إلى الأستنتاج من قِبَل بعض الباحثين أن هذا الطفل كان قد دُفِنَ بطريقة شعائرية.
تم تنقيب الموقع في خمس طبقات من الرواسب مع تحف موستيرية.
شحة المواد الدقيقة المنشورة عن التنقيب  وعظام الوعل العديدة (761) اللتي تم إيجادها أدت إلى التشكيك في هذا التفسير. بول ميلارس، مُشككًا التفسير الشعائري اقترح أن العظام ممكن أن لا تكون موضوعًة هناك عمدًا. آخرون (مثل جارجيت) اعتقد بأنها ليست عملية دفن على الإطلاق.

## التاريخ
البقايا لم يتم تأريخُها. بالاعتماد على علم الآثار، حيوانات المنطقة، والهيكل العظمي نفسه، يُعتقَد أنها أتت من العصر الحجري القديم الوسطى (300,000 إلى 40,000 سنة مضت).

## الجمجمة

### إعادة البناء
جمجمة تيشك-تاش تم إعادة بنائها من 150 شظية عظام. الجمجة كانت قد حُطِمَت بسبب الطبقات العديدة من الرواسب اللتي كانت فوقها.
|          | إنش  | سـم   |
| -------- | ---- | ----- |
| الارتفاع | 7.75 | 19.69 |
| العرض    | 5.5  | 19.97 |
| الطول    | 6    | 15.24 |

### الجدال
تحليل الأسنان لجمجمة تيشك-تاش قدَّرَ عمر سلف الإنسان هذا بين 8 إلى 9 سنوات في وقت موته. حجم الجمجمة كان كبيرًا مقارنًة مع الأطفال المعاصرين من نفس العمر. علماء الآثار اقترحوا أن هذا كان بسبب سرعة نمو النياندرتال مقارنًة بالهوموسابيان المعاصرين المراهقين. الجمجمة أكبر وأطول وأظهرت آثار نياندرتال نموذجية مثل رأس على شكل الكعكة القذالية، ثقبة عظمى شكلها بيضوي، قواطع على شكل مجرفة، قوس حاجبي، وغياب الذقن القوي. خصائص منتصف الوجه الأخرى للجمجمة مثل اللسانية المتعلقة بثقبة الفك الأسفل قيل أنهم من صفات الإنسان المعاصر أكثر من كونهم من صفات إنسان نياندرتال. الخصائص الشكلية لجمجمة تيشك-تاش قادت الباحثين إلى التشكيك في التصنيف بسبب نقاش البعض بأن الخصائص كانت أقرب من الناحية الشكلية مع الهوموسابيان من العصر الحجري القديم العلوي. التحليل الإحصائي لـ27 من القياسات الخطية وضعت جمجمة تيشك-تاش والفك السفلي خارج أنواع النياندرتال وربطتها بالبشر من العصر الحجري القديم.

### تحليل الحمض النووي
التحليل للحمض النووي للميتوكوندريا تم إجرائه على جمجمة التيشك-تاش أكَدَ أن الجمجمة تعود إلى النياندرتال. بحث جيني إضافي إستنتج بأن النياندرتال من الشرق الأدنى كانوا منفصلين نوعًا عن النياندرتال الشمال-غرب أوروبين والنياندرتال الأوائل مع نياندرتال البحر الأبيض المتوسط. البيانات إقترحت من خلال مستويات واطئة ثابتة من التدفق الجيني بين النياندرتال والبشر المعاصرين في الشرق الأدنى.

## الأهمية
قبل اكتشاف جمجمة التيشك-تاش في عام 1938، كان يُعتقد أن النياندرتال لم ينتشروا بأتجاه الشرق بما فيه الكفاية للوصول إلى آسيا الوسطى.